# الضعین
الضعین (به عربی: الضعین) شهری در استان دارفور شرقی کشور سودان است که جمعیت آن در سرشماری سال ۱۹۹۳ میلادی ۷۳٫۳۳۵ نفر بوده و در سال ۲۰۰۷ میلادی ۲۴۰٫۴۲۲ نفر تخمین زده شده است.